# Công đồng Trentô
Công đồng Trent (Latin: Concilium Tridentinum), được thành lập vào giữa năm 1545 và 1563 ở thành phố Trento và Bologna, miền bắc Ý, là một trong những nhà thờ Công giáo La Mã quan trọng nhất của Công đồng đại kết (Ecumenical council), được thúc đẩy bởi cuộc cải cách Tin Lành. Cũng như các sắc lệnh, Công đồng đã ban hành những lời tuyên bố về những gì được định nghĩa là những tin đồn do đạo Tin Lành gây ra, và đáp lại họ, các tuyên bố rất quan trọng và làm sáng tỏ giáo lý và giáo huấn của Giáo hội. Những đề cập đến một phạm vi rộng lớn các chủ đề, bao gồm thánh thư, kinh điển, truyền thống thiêng liêng, tội lỗi nguyên thủy, biện minh, cứu độ, các bí tích. Thánh lễ và sự tôn kính các thánh đồ. Công đồng đã họp trong 25 phiên từ ngày 13 tháng 12 năm 1545 đến ngày 4 tháng 12 năm 1563.
Hậu quả của Công đồng cũng rất quan trọng đối với phụng vụ và thực hành của Giáo hội. Trong các buổi thảo luận, Công đồng đã đưa lên Bản Tóm lược ví dụ chính thức của Kinh thánh và đưa ra một sự ủy thác cho việc tạo ra một phiên bản tiêu chuẩn, mặc dù điều này đã không đạt được cho đến những năm 1590. Năm 1565, tuy nhiên, một năm hoặc lâu hơn sau khi Công đồng đã hoàn thành công việc của mình, Piô IV ban hành các Tridentine Creed (sau Tridentum tên, Trento của Latin) và người kế nhiệm ông Piô V sau đó ban hành các Giáo Lý Rôma và các phiên bản của sách nguyện và Sách Lễ Trong, tương ứng, 1566, 1568 và 1570. Những lần lượt này,
Hơn ba trăm năm trôi qua cho đến khi công đồng đại kết kế tiếp, Công đồng Vatican I, được triệu tập năm 1869.

## Thông tin cơ bản
Những trở ngại và sự kiện trước Công đồng 
Vào ngày 15 tháng 3 năm 1517, Công đồng thứ năm của Lateran đã đóng cửa các hoạt động với một số đề xuất cải cách (về việc lựa chọn các giám mục, thuế, kiểm duyệt và rao giảng) nhưng không phải về những vấn đề chính mà Giáo hội gặp phải ở Đức và các khu vực khác của châu Âu. Vài tháng sau, vào ngày 31 tháng 10 năm 1517, Martin Luther đã ban hành 95 đề tài của mình ở Wittenberg.

## Một công đồng chung, tự do ở Đức
Vị trí của Luther trên các công đồng đại kết đã thay đổi theo thời gian, nhưng năm 1520, ông kêu gọi các hoàng tử Đức phản đối Giáo hội của Giáo hoàng, nếu cần thiết với một công đồng ở Đức, mở ra và không có Giáo hoàng. Sau khi Đức Giáo hoàng lên án Exsurge Domine năm mươi hai luận văn của Luther như là dị giáo, quan điểm của Đức đã coi công đồng là phương pháp tốt nhất để hòa giải những khác biệt hiện có. Người Công giáo Đức, giảm số lượng, hy vọng một công đồng để làm rõ các vấn đề.
Phải mất một thời gian để công đồng thành hiện thực, một phần là do sự miễn cưỡng của giáo hoàng, cho rằng nhu cầu của Lutheran là sự loại trừ trách nhiệm của Công đồng, và một phần do những cuộc tranh chấp chính trị đang diễn ra giữa Pháp và Đức và mối nguy hiểm của Thổ Nhĩ Kỳ ở Địa Trung Hải. Dưới thời Giáo hoàng Clement VII (1523-34), quân của Hoàng đế La mã Công giáo Ca-tô V đã triệt hạ Papal Rome vào năm 1527, "hiếp dâm, giết chóc, đốt cháy, trộm cắp, giống như đã không được nhìn thấy kể từ khi Vandals". Nhà thờ Peter và Nhà thờ Sistine được sử dụng cho ngựa. Điều này, cùng với sự mâu thuẫn của Đức Thánh Cha giữa Pháp và Đức,
Charles V mạnh mẽ ủng hộ một công đồng, nhưng cần sự hỗ trợ của Vua Francis I của Pháp, người đã tấn công ông quân sự. Phanxicô I thường phản đối một công đồng chung vì sự ủng hộ một phần của đạo Tin Lành trong nước Pháp, và năm 1533 ông còn làm phức tạp hơn các vấn đề khi đề nghị một công đồng chung bao gồm cả các nhà cai trị Công giáo và Tin Lành ở Châu Âu có thể đưa ra một sự thỏa hiệp giữa hai hệ thống thần học. Đề xuất này phản đối sự phản đối của Đức giáo hoàng vì nó đã công nhận những người theo đạo Tin Lành và cũng đã nâng cao các hoàng thái thế kỷ của Âu châu lên trên hàng giáo phẩm về các vấn đề của nhà thờ. Đối mặt với một cuộc tấn công Thổ Nhĩ Kỳ, Charles đã giữ sự ủng hộ của các nhà cai trị Đức Tin lành, tất cả đều trì hoãn việc khai mạc Công đồng Trent.